# Hear No Evil (Young Thug)
| Recensione            | Giudizio |
| --------------------- | -------- |
| The Daily Californian |          |
| Sputnikmusic          |          |

Hear No Evil è il primo EP del rapper statunitense Young Thug, pubblicato il 13 aprile 2018 dalle etichette discografiche Atlantic Records e 300 Entertainment. L'EP presenta le collaborazioni di Nicki Minaj, Lil Uzi Vert e 21 Savage e vede le produzioni di  Southside, DJ Spinz, Rex Kudo, and Charlie Handsome.
L'uscita dell'EP è stata supportata dal singolo Anybody, in collaborazione con Nicki Minaj.

## Tracce
1. Anybody (feat. Nicki Minaj) – 4:14
2. Up (feat. Lil Uzi Vert) – 4:56
3. Now (feat. 21 Savage) – 3:26

## Formazione
Crediti adattati dall'account Twitter di Alex Tumay.
Produzione
- Joe LaPorta – mastering
- Alex Tumay –  missaggio
- Max Lord – registrazione (traccia 2)